# Mark Tuinei
(en) Statistiques sur pro-football-reference
Mark Tuinei (né le 31 mars 1960 à Oceanside en Californie et mort le 6 mai 1999 à Plano au Texas) est un joueur américain de football américain qui évoluait au poste d'offensive tackle.
Ayant joué 15 saisons dans la National Football League (NFL), il passe toute sa carrière professionnelle avec les Cowboys de Dallas, avec lesquels il remporte trois titres du Super Bowl. Sélectionné à deux reprises au Pro Bowl, il s'est établit comme un membre important de la ligne offensive des Cowboys, notamment en protégeant le quarterback Troy Aikman et en créant des ouvertures au running back Emmitt Smith.
Il meurt le 6 mai 1999, à l'âge de 39 ans, d'une overdose d'héroïne.